# Hamster Monogatari 64
Hamster Monogatari 64 (ハムスター物語64) est un jeu vidéo de simulation de vie sorti en 2001 sur Nintendo 64 uniquement au Japon. Le jeu a été développé et édité par Culture Brain et fait partie de la série Ferret and Hamster Monogatari.